# Ulugbek-Medrese (Samarkand)

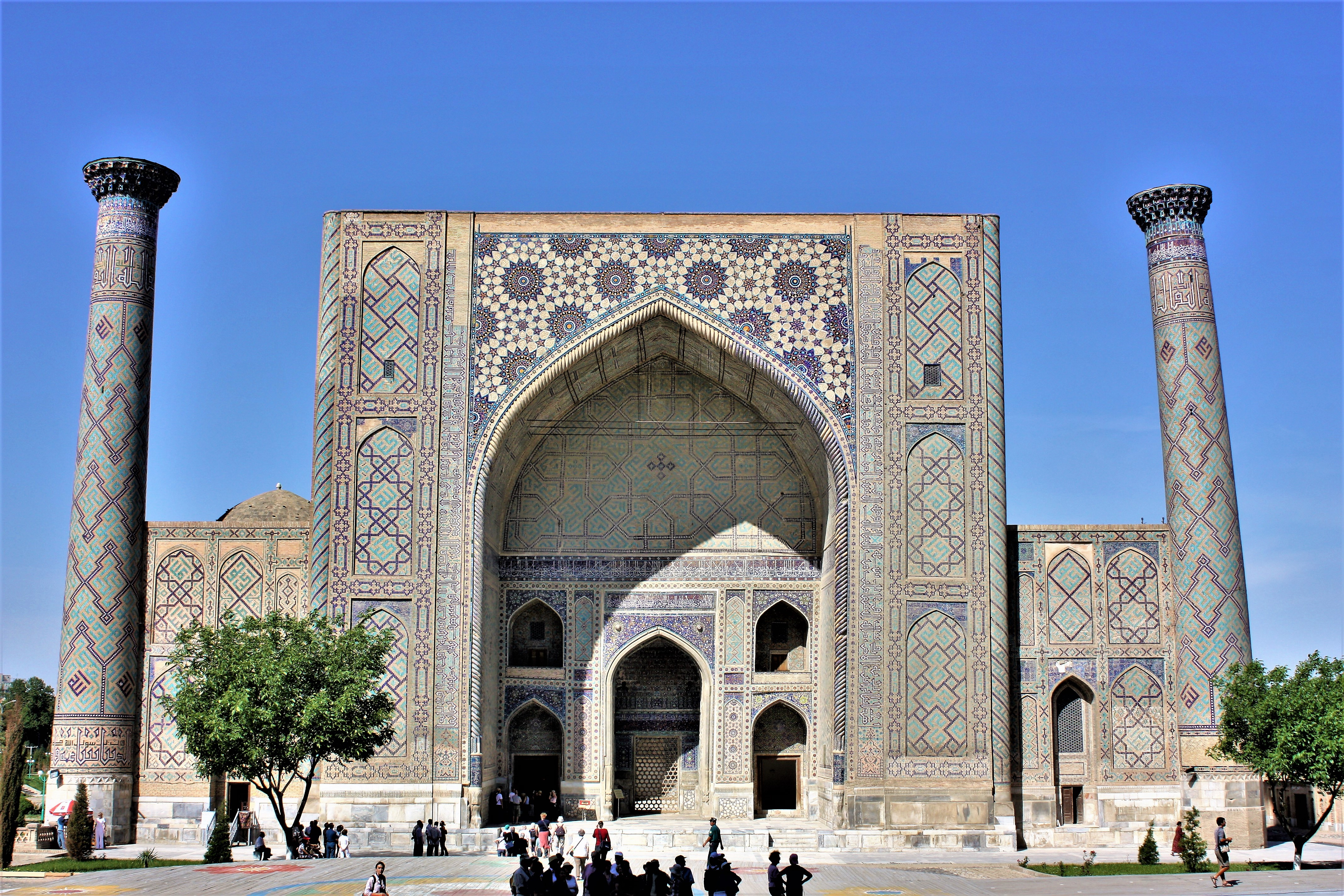
Ulugbek-Medrese

Die Ulugbek-Medrese (usbekisch: Ulugʻbek madrasasi) ist die westliche der drei Medresen am Registan-Platz in der usbekischen Stadt Samarkand.

## Beschreibung
Die Madrasa ist mit ihrem mächtigen Portal mit einem Hufeisenbogen dem Registanplatz zugerichtet. Die Ecken sind mit hohen, proportionalen Säulen ausgerüstet. Ein Mosaikpaneel über dem Eingangsbogen wurde mit einem geometrischen Ornament dekoriert. Im quadratischen Hof befinden sich eine Moschee, Lehrräume und am Rande Zimmer, in denen die Studenten wohnten. Tiefe Nischen (Flure) haben sich um die Achse ausgebreitet. Ursprünglich war es ein zweistöckiges Gebäude mit vier Kuppeln über den Unterrichtsräumen, die sich in den Ecken der Madrasa befinden.
Khan Ulugh Beg errichtete die islamische Hochschule 1417/1420; er erbaute auch eine Madrasa in Buchara (1418) und in Gʻijduvon (1437). Die Ulugh Beg Madrasa war eine der angesehensten Universitäten im muslimischen Zentralasien des 15. Jahrhunderts. Ulugh Beg hatte etwa 70 Gelehrte nach Samarqand geholt, darunter den Mathematiker und Astronomen Dschamschid Masʿud al-Kaschi und Qadi Zada. Der Wissenschaftler und Philosoph Abdur Rahman Dschami studierte hier.
Ulugh Beg beteiligte sich an den Arbeiten der Mathematiker an der Madrasa und der Astronomen in dem von ihm 1428 errichteten Observatorium Gurkani Zidsch. Ein Schwerpunkt der Mathematik war das Studium der trigonometrischen Funktionen, die zur Auswertung der astronomischen Beobachtungen erforderlich waren. Lange unübertroffene Ergebnisse wurden durch numerische Lösungen erbracht.
So bestimmte al-Kaschi das Doppelte der Kreiszahl π auf 9 Sexagesimalstellen, die er in 16 Dezimalstellen umrechnete. Damit verbesserte er das Ergebnis des chinesischen Mathematikers Zu Chongzhi, der 480 7 Stellen berechnet hatte. Al-Kaschi wurde erst 1596 von Ludolph van Ceulen übertroffen, der nach 30 Jahren Arbeit 35 Dezimalstellen berechnet hatte.
Khan Ulug Beg (und/oder al-Kaschi) berechnete durch numerische Lösung einer quadratischen Gleichung sin 1° = 0.017452406437283571; die heutige Approximation ist sin 1° = 0.017452406437283512820… Qadi Zada erhielt unabhängig das gleiche Resultat mit einer anderen Methode. Die im Sultani-i-Zidsch enthaltenen Tafeln der Sinus- und Tangensfunktionen mit 1° Schrittweite sind auf mindestens acht Dezimalstellen genau.
Während der Regierungszeit Ulugh Begs blieb die Madrasa ein Zentrum der Mathematik und Astronomie. Nach seiner Ermordung wurde das Observatorium zerstört. Als einziges Zeugnis dieser späten Blüte islamischer Gelehrsamkeit verbleibt der Sternkatalog Sultani-i-Zidsch, dessen Genauigkeit erst von Tycho Brahe übertroffen wurde.
Die Madrasa wurde als theologische Hochschule bis ins späte 17. Jahrhundert weitergeführt. Danach wurde sie als Kornspeicher genutzt und zerfiel weitgehend. Im frühen 20. Jahrhundert wurde sie wiedereröffnet und teilweise restauriert.